# Evergestis spiniferalis
Evergestis spiniferalis ist ein Schmetterling aus der Familie der Crambiden (Crambidae).

## Merkmale
Die Falter erreichen eine Flügelspannweite von 29 Millimeter. Die Art ähnelt in Größe, Bau und der Zeichnung der Vorderflügel Evergestis pechi. Die Vorderflügel sind aber nicht wie bei E. pechi olivbraun, sondern dunkelbraun gefärbt. Zusätzlich schließen sich an die weißen Bänder und Zeichnungselemente dünne schwarze Linien an.
Bei den Männchen verjüngt sich der Schaft des Uncus. Der Gnathos verjüngt sich zu einem spitzen Apex, der apikale Teil ist mit einer Reihe von Zähnen versehen. Die Valven sind parallelwandig und haben einen schmalen Dorsalrand. Das Klammerorgan (Clasper) ist nicht entwickelt. Der vordere Teil des Phallus ist nahezu gerade, das letzte Drittel ist gewinkelt. In der Wand des Phallus befinden sich distal zwei Flecke mit sklerotisierten Ausstülpungen (Papillen). Die Vesica besitzt zwei Gruppen gekrümmter Cornuti. Jede Gruppe besteht aus zwei Cornuti-Reihen. Bei der größeren Gruppe befinden sich sieben Cornuti in einer Gruppe, bei der kleineren sind es drei bis vier Cornuti in einer Reihe.
Die Genitalarmatur der Weibchen ist unbekannt.

## Verbreitung
Evergestis spiniferalis kommt im Südosten Russlands und in Zentralasien in Fargʻona (Usbekistan) und der Region um Samarqand vor.

## Biologie
Die Präimaginalstadien sind unbekannt. Die Falter wurden in zwei Generationen von Mitte Mai bis Anfang Juni und Mitte August in Steppengebieten gefangen.

## Systematik
Aus der Literatur ist das Synonym bekannt:
- Orobena spiniferalis Staudinger, 1900

## Belege
1. 1 2 3 4 5 6  Barry Goater, Matthias Nuss, Wolfgang Speidel: Pyraloidea I (Crambidae, Acentropinae, Evergestinae, Heliothelinae, Schoenobiinae, Scopariinae). In: P. Huemer, O. Karsholt, L. Lyneborg (Hrsg.): Microlepidoptera of Europe. 1. Auflage. Band 4. Apollo Books, Stenstrup 2005, ISBN 87-88757-33-1, S. 81 (englisch).
2. ↑  Otto Staudinger (1900): Ueber Lepidopteren aus dem östlichsten Thian Schan-Gebiet. Deutsche entomologische Zeitschrift Iris 12: S. 331–351 (Erstbeschreibung)
3. ↑  Global Information System on Pyraloidea (GlobIZ). Abgerufen am 20. Juni 2013.
4. ↑  Evergestis spiniferalis bei Fauna Europaea. Abgerufen am 20. Juni 2013